# سزا (روسیه)
سزا (به لاتین: Seza) یک منطقهٔ مسکونی در روسیه است که در استان آرخانگلسک واقع شده‌است.